# 田原神社 (松江市)
田原神社（たわらじんじゃ）は島根県松江市奥谷町に鎮座する神社。元来は2社であったが江戸時代の延宝2年（1674年）に1社に合わさった。旧県社。
春の枝垂れ桜やサツキ、秋の紅葉が美しく、小泉八雲が好んで訪れていた。

## 祭神
主祭神
- 東殿：武御雷之男神、経津主神、天津児屋根命、姫大神
- 西殿：宇迦之御魂神

配神
- 東殿：天手力男神
- 西殿：奥津日子命、奥津日売命、波邇夜須毘売神、須佐之男命、櫛名田姫命

## 歴史
東殿は、『出雲国風土記』島根郡条の田原社に比定される。元々、北方の城北通り沿いにある田原谷池という地名が示すように、春日町田原谷に鎮座した田原神社、或いは春日神社である。『雲陽誌』によれば、江戸期には、奥谷にあって春日四社大明神と呼ばれていた。
西殿は、『雲陽誌』によると亀田山に鎮座していた宇賀社とされ、堀尾吉晴による松江城築城に伴って奥谷に遷座したという。延宝年間、現在地に奉遷。
松江開府とともに東西両殿は春日宇賀両社大明神と称した。明治初年に、両者を併称して田原神社と公称。

## 境内社
- 梅宮社
- 紺姫社
- 水神社
- 租神社
- 愛宕社
- 若宮社
- 天満宮
- 望東稲荷

## 文化財
建造物
- 随神門 - 江戸時代の入母屋造。木工職人・小林如泥（宝暦3年（1753年） - 文化10年（1813年））作の見事な彫物がある。市指定有形文化財[1]。

参道石段の両側にある石灯篭は、笠石の上に十二支の動物が乗る珍しいもの。来待石製の大きな狛犬は、幕末の名工乙右ヱ門作。

## 祭事
10月15日の秋季例大祭では例年、地元小学女児4名により浦安の舞が舞われる。

## 交通
- 山陰本線 松江駅 レイクラインで10分、小泉八雲記念館前バス停下車、徒歩約10分